# Liste des régions métropolitaines de l'État de São Paulo
L'État de São Paulo comprend trois régions métropolitaines :
- Région métropolitaine de la Baixada Santista
- Région métropolitaine de Campinas
- Région métropolitaine de São Paulo